# Veszélyeztetett faj
Veszélyeztetettnek nevezzük azokat az élőlényfajokat, illetve alfajokat, amelyek kihalási esélye természetes élőhelyén nagy, beavatkozás nélkül nagy valószínűséggel Súlyosan veszélyeztetetté válik.
Az ilyen fajokat, alfajokat a Természetvédelmi Világszövetség Vörös Listája a Veszélyeztetett (Endangered) kategóriába sorolja, rövidítése EN.
A Vörös Lista 2010-es változata szerint 2754 állat-, 2464 növény-, 1 gomba- és 1 barnamoszatfaj veszélyeztetett, ez összesen 5220 faj.

## Kritériumok
A Vörös Lista meghatározása szerint egy taxon akkor „Veszélyeztetett”, ha a státuszra vonatkozó kritériumok bármelyike teljesül, és ezáltal a taxon kihalási esélye természetes élőhelyén nagy. A kritériumok a következők:
- A – Az egyedszám csökkenése
  1. Az egyedszám legalább 70 százalékkal csökkent az utóbbi tíz évben vagy három generáció alatt. A csökkenés egyértelműen visszafordítható ÉS okai ismertek ÉS már megszűntek.
  2. Az egyedszám legalább 50 százalékkal csökkent az utóbbi tíz évben vagy három generáció alatt. A csökkenés és okai valószínűleg nem szűntek meg VAGY az okok nem ismertek VAGY a csökkenés feltehetően nem visszafordítható.
  3. Az egyedszám előreláthatólag legalább 50 százalékkal csökkenni fog az elkövetkezendő tíz évben vagy három generáció alatt.
  4. Az egyedszám feltehetően minden tíz évben vagy három generáció alatt legalább 50 százalékkal csökken, múltbéli és jövőbéli állapotát is számításba véve. A csökkenés és okai valószínűleg nem szűntek meg VAGY az okok nem ismertek VAGY a csökkenés feltehetően nem visszafordítható.
- B – Földrajzi elterjedés
  1. Az előfordulási terület becsült mérete kisebb, mint 5000 négyzetkilométer.
  2. A ténylegesen birtokba vett terület becsült mérete kisebb, mint 500 négyzetkilométer.
- C – A szaporodóképes egyedek száma kevesebb, mint 2500
  1. A szaporodóképes egyedek száma kevesebb mint 2500, és várhatóan legalább 20 százalékkal csökkenni fog az elkövetkezendő öt évben vagy két generáció alatt.
  2. A szaporodóképes egyedek száma kevesebb mint 2500, és a továbbiakban is várhatóan csökkenni fog ÉS a szaporodóképes egyedek térbeli eloszlása egyenetlen, vagy számuk erősen ingadozó.
- D – A vizsgálatok azt mutatják, hogy a kihalás esélye a természetes élőhelyen legalább 20 százalék az elkövetkezendő 20 évben vagy öt generáció alatt.